# Парусные линейные корабли типа Лондон
Тип линейных кораблей London — четыре линейных корабля второго ранга, созданных для Королевского флота Томасом Слейдом. Первый корабль типа — London был 90-пушечным кораблём. Когда несколько лет спустя была заказана вторая партия из трех кораблей, они были затребованы как 98-пушечные. Этого удалось добиться без существенных изменений в проекте благодаря более ранней практике не вооружать квартердек кораблей второго ранга, что позволило решить задачу добавлением 4 орудийных портов с каждого борта.

## Корабли
- HMS London

Постройка: королевская верфь, Чатем

Заказан: 28 сентября 1759 года

Спущён на воду: 24 мая 1766 года

Выведен: разобран, 1811 год
- HMS Prince

Постройка: верфь в Вулвиче

Заказан: 9 декабря 1779 года

Спущён на воду: 4 июля 1788 года

Выведен: разобран, 1837
- HMS Impregnable

Постройка: верфь в Дептфорде

Заказан: 13 сентября 1780 года

Спущён на воду: 15 апреля 1786 года

Выведен: разбился, 1799 год
- HMS Windsor Castle

Постройка: верфь в Дептфорде

Заказан: 10 декабря 1782 года

Спущен на воду: 3 мая 1790 года

Выведен: разобран, 1839 год